# Rachael Yamagata
Rachael Yamagata (Arlington, 23 settembre 1977) è una cantautrice statunitense.
Suona il pianoforte.

## Carriera
Comincia a cantare per una funk-fusion band di Chicago chiamata Bumpus. Passa sei anni a scrivere e registrare tre album con la band e per il tour negli USA.
Nel 2001, dopo aver scritto alcune canzoni che non erano adatte allo stile punk della band, Yamagata decide di intraprendere la carriera da solista. Nel settembre del 2002 esce con due registrazioni Arista's Private Music e il primo CD che porta il suo nome, l'EP EP, Rachael Yamagata Ep viene pubblicato a Ottobre. Nel giugno 2004 pubblica il suo primo album discografico, ossia Happenstance, prodotto da John Alagia (Dave Matthews, John Mayer, Ben Folds Five). I video sono stati realizzati per il primo e il secondo singolo Worn Me Down e 1963.
Ha anche contribuito ad un brano di Mandy Moore dell'album del 2007 Wild Hope.
Nel 2005 il suo pezzo, I Wish You Love, versione inglese della canzone di Charles Trenet Que reste-t-il de nos amours?, è inserita nei titoli di coda del film Prime con Uma Thurman e Meryl Streep.
Nel maggio 2008 pubblica l'EP Loose Ends, che anticipa di alcuni mesi il secondo disco ossia Elephants... Teeth Sinking Into Heart (pubblicato in ottobre).
Nel 2011 pubblica un disco in formato digitale: si tratta di Chesapeake. Nel mese di novembre del 2012 rilascia l'EP Heavyweight. Appare anche nel secondo album di Jason Mraz, cantando con lui Did You Get My Message?. Canta anche in Fireflies e The Believer di Rhett Miller, nonché in Barfly  di Ray Lamontagne.
Contribuisce con la sua voce a sei tracce del disco Cassadaga di Bright Eyes. Un suo brano, realizzato ed interpretato in duetto con Dan Wilson (You Take My Troubles Away) è presente 
nella colonna sonora del film Dear John.
Partecipa all'album di cover Muppets: The Green Album.

## In altri media
Le sue canzoni sono presenti in numerose serie televisive, tra cui ER (I'll find the way), Nip/Tuck, Men in Trees, One Tree Hill, Brothers & Sisters, The L word, Smallville, Something in the Rain, Los Serrano, The O.C. a cui ha partecipato come attrice ad una puntata della stagione 2 e How I Met Your Mother.

## Vita privata
Figlia di genitori divorziati, Rachael divide il suo tempo libero tra suo padre (di origini giapponesi), a Washington, avvocato laureato ad Harvard; e sua madre (di origini italo-tedesche), un'artista/pittrice di New York. Yamagata si diploma alla Holton-Arms School per ragazze a Bethesda (Maryland) e frequenta la Northwestern.
Ha un fratello gemello di nome Benji.

## Discografia

### Album studio
- Happenstance (2004)
- Elephants... Teeth Sinking Into Heart  (2008)
- Chesapeake (2011)

### EPs
- Rachael Yamagata EP (2003)
- Live at the Loft & More (2007)
- Loose Ends (2008)
- Covers EP (2011)
- Heavyweight EP (2012)

### Live/Compilation
- Japan 2005 Tour Sampler
- Live at the Bonnaroo Music Festival (2004), released exclusively on Bonnaroo
- Sony Connect Sets (2005), released exclusively on Sony Connect
- KCRW Sessions: Rachel Yamagata (2005), released exclusively on iTunes
- Napster session: Rachael Yamagata (2005), released exclusively on Napster
- I. C. Independent Celebration, Vol. 1 (2015, Birdstone Records) (song: "Saturday Morning")

### Altri contributi
- Bumpus (album con i Bumpus, 1999)
- Steroscope (album con i Bumpus, 2001)
- Toots & the Maytals - True Love (2004)
- Ryan Adams - Cold Roses (2005)
- Bright Eyes - Four Winds (2007)
- Bright Eyes - Cassadaga (2007)
- Jason Mraz - Did You Get My Message?
- Mandy Moore - Wild Hope (2007)
- Jill Cunniff - City Beach (2007)
- John Francis - The Better Angels (2010)
- Katharine McPhee - Unbroken (2010)
- Terra Naomi - To Know I'm OK (2011)
- Muppets: The Green Album (2011)